# Уна Винченцо, леди Трубридж
Уна Винченцо, леди Трубридж (урожденная Марго Елена Гертруда Тейлор; 8 марта 1887 — 24 сентября 1963) была британским скульптором и переводчиком. Она наиболее известна как партнерша английской поэтессы и писательницы Маргариты Рэдклиф Холл, автора книги «Колодец одиночества». Уна Трубридж была образованной женщиной со своими собственными достижениями. В частности, она была успешным переводчиком и познакомила английских читателей с французской писательницей Колетт. Её талант скульптора побуждал русского танцовщика и хореографа польского происхождения Вацлава Нижинского несколько раз позировать ей.

## Ранние годы
Урожденная Марго Елена Гертруда Тейлор, в детстве семья называла её Уна, а второе имя она выбрала Винченцо в честь своих флорентийских родственников. Она выросла на площади Монтпилиер в лондонском районе Найтсбридж, стала ученицей Королевского художественного колледжа, а после его окончания создала скульптурную студию. Её отец умер в 1907 году, оставив её с ограниченной финансовой поддержкой, и брак стал для неё лучшим практическим вариантом. В октябре 1908 года она вышла замуж за капитана Эрнеста Трубриджа; у них была дочь Андреа. Эрнест Трубридж дослужился до звания адмирала во время Первой мировой войны, а Уна получила свой титул, когда адмирал Трубридж был посвящен в рыцари в июне 1919 года, хотя в то время они уже были в разводе. Она была преданной поклонницей итальянско-русского оперного певца Никола Росси-Лемени и следила за его карьерой. Позже она стала для него и его жены, также оперной певице, Вирджинии Зеани близким другом, и была крестной матерью их сыну.

## Отношения с Рэдклифф Холл
Холл и Трубридж встретились в 1915 году, в то время кузина Трубридж, певица Мейбл Баттен (Mabel Veronica Hatch Batten), была любовницей Холл. Баттен умерла в 1916 году, и в следующем году Холл и Трубридж стали жить вместе. В начале 1920-х годов дом Трубридж и Холл находился на Стирлинг-стрит, 10 в Лондоне, недалеко от того места, где выросла Уна. Имущество было капитально отремонтировано ими вдвоем. Уна писала в своём дневнике об интенсивности их отношений: «Я не могла, узнав её, представить жизнь без неё».
Пытаясь ослабить чувство вины за смерть Мэйбл, Холл и Трубридж заинтересовались спиритизмом. Они регулярно проводили сеансы с использованием медиума и считали, что получили совет от Мэйбл. И Трубридж, и Холл идентифицированы как «инвертированные», термин, используемый сексологами, такими как Краффт-Эбинг и Хэвлок Эллис, обычно для обозначения того, что считается гомосексуализмом. Пара вырастила такс и грифонов. Таксы, изображенные на портрете Трубридж авторства Ромейн Брукс, были призовой парой, подаренной ей Холл.
В последние девять лет своей жизни Холл была одержима русской эмигранткой, Евгенией Сулин, отношения, с которой вызвали у Трубридж несчастье, но, тем не менее, их отношения она терпела. Первоначально женщины решили переехать в Италию и жить во Флоренции, но были вынуждены вернуться в начале Второй мировой войны. В конце концов все трое решили жить в Девоне.

## После смерти Рэдклифф Холл
Несмотря на все их проблемы, Трубридж оставалась с Холл и ухаживала за ней, пока та не умерла в 1943 году.
В начале 1920-х годов Трубридж приняла индивидуальный стиль, похожий на собственный мужской взгляд Холл, как способ сделать свою сексуальную идентичность и их партнерство видимыми. Позже она предпочла более женственные платья, которое дополняли платья Холл. После того, как Холл умерла от рака кишечника в 1943 году, Трубридж изменила костюмы Холл, чтобы они подходили ей, и носила их как обычно. На смертном одре Холл отозвала предыдущее завещание, которое обеспечивало Сулин доход, и вместо этого оставила всё Трубридж, включая авторские права на её работы. В своём новом завещании она попросила Трубридж «предусмотреть для нашей подруги Эжени Сулин такие условия, которые она по своему усмотрению сочтет правильными»; Трубридж предоставила Сулин лишь небольшое вознаграждение. Она сожгла письма Сулин.
В своей биографии 1945 года «Жизнь и смерть Рэдклифф Холл» она преуменьшила роль Сулин в жизни Холл.
Сулин умерла в 1958 году.
Трубридж умерла в Риме в 1963 году. Она оставила письменные инструкции, чтобы её гроб был помещен в хранилище на кладбище Хайгейт, где были похоронены Холл и Баттен, но инструкции были обнаружены слишком поздно. Она похоронена на кладбище Кампо Верано в Риме, и на её гробу написано «Уна Винченцо Трубридж, друг Рэдклифф Холл».